# Ebba Edskog
Ebba Frideborg Edskog, född Karlström 6 mars 1903 i Hjo, död 16 januari 1993 i Stockholm, var en svensk barn- och ungdomsförfattare. Hon har bland annat skrivit bokserien om dockan Skratt-Maja.

## Biografi
Ebba Edskog föddes som dotter till kvarnmästaren Isak Karlström och Nanny Utter.

### Författarskap
Ebba Edskog skrev ett femtiotal barn- och ungdomsböcker. Hon debuterade 1948 med Barnen från kvarnen.
År 1952 kom hennes första bok om dockan Skratt-Maja – Skratt-Maja och hennes vänner. Serien avslutades 1972 med Skratt-Maja i skolan. Serien kom att omfatta 25 titlar och gavs ut av B. Wahlströms ungdomsböcker.         
På 1950-talet gav hon ut några titlar under pseudonymen "Siri Ahl". Den första av de böckerna var 1950 års Berit far till västkusten.
Ett antal av Edskogs böcker har fått översättningar till andra språk. Detta inkluderar Gretas Entschluss (på tyska 1961; översättning av Greta lyckas nog) och Grete får sjansen (på norska 1961). 

## Privatliv
Ebba Edskog var gift med ingenjören och författaren Carl Edskog.